# 娄宿增七
娄宿增七，即白羊座10 （10 Ari），是一个位于白羊座的恒星系统，距离地球约172光年。
娄宿增七包括一对互相旋转的F-型联星，总视星等为5.63，轨道周期约为300年。 

## 伴星
娄宿增七拥有一颗伴星CCDM J02037+2556C，离联星系统95.0角秒。目前尚未确定这颗恒星是目视双星还是物理双星。